# ショーン・ロドリゲス
ショーン・ジョン・ロドリゲス（Sean John Rodriguez, 1985年4月26日 - ）は、アメリカ合衆国フロリダ州マイアミ出身の元プロ野球選手（ユーティリティプレーヤー）。右投右打。愛称はチッチ（Chich）。

## 経歴

### プロ入り前
マイアミ・コーラルパーク高等学校では、希望していた遊撃手のポジションに有力選手が多く、中堅手に回されることになったため、遊撃でのプレーを求めてG.ホームズ・ブラドック高等学校に転校。

### プロ入りとエンゼルス時代
2003年のMLBドラフト3巡目（全体90位）でアナハイム・エンゼルスから指名され、プロ入り。
2008年4月19日のシアトル・マリナーズ戦でメジャーデビュー。
2009年はシーズンの大半をAAA級ソルトレイク・ビーズでプレー。

### レイズ時代
2009年9月1日、スコット・カズミアーとのトレードでの交換要員の1人としてタンパベイ・レイズに移籍した。このシーズンはメジャーでの出場こそ12試合（全てエンゼルスでの出場）に留まったが、AAA級2球団（ソルトレイクとダーラム・ブルズ）合計で打率.294、30本塁打、98打点、OPS1.005を記録した。
2010年は二塁手として78試合に先発出場したほか、捕手、投手以外の全てのポジションを守り、ユーティリティープレーヤーとしてメジャーに定着した。
2014年1月17日にレイズと147万5000ドル+出来高の1年契約に合意した。

### パイレーツ時代
2014年12月1日に後日発表選手（12日にバディ・ボーデンと発表）とのトレードで、ピッツバーグ・パイレーツへ移籍した。
2015年は、自己最多となる139試合に出場。打撃では、前年から本塁打が激減し、打率.246、4本塁打、17打点、2盗塁という成績を記録した。守備では、内外野の多くのポジションを守ったが、試合数には偏りがあり、最多は一塁手の102試合だった。ここでは1失策、守備率.997、DRS +2という堅実な守備を見せた。他には、捕手と中堅を除く各ポジションを守った。11月2日にFAとなったが、12月17日にパイレーツと1年契約を結んだ。
2016年も自己最多となる140試合に出場した。自己最高の打率.270、18本塁打、56打点の成績を残した。オフの11月3日にFAとなった。

### ブレーブス時代
2016年11月30日にアトランタ・ブレーブスとボーナスを含む2年1150万ドルで契約を結んだ。
スプリングトレーニング前の2017年1月28日にマイアミで愛車のSUVを運転していたところ、盗難された警察車両に追突された。自身は右肩を痛め、同乗していた妻と子供2人も重傷を負った。2月には右肩手術を受けるため、今季絶望となると報じられた。7月17日にメジャーに復帰した。

### パイレーツ復帰
2017年8月5日にコナー・ジョーとのトレードで、パイレーツへ移籍した。復帰初戦となった翌6日のサンディエゴ・パドレス戦では延長12回裏にサヨナラ本塁打を放った。
2018年8月29日にDFAとなり、9月1日に自由契約となった。

### フィリーズ時代
2019年2月8日にフィラデルフィア・フィリーズとマイナー契約を結び、スプリングトレーニングに招待選手として参加することになった。開幕は傘下のAAA級リーハイバレー・アイアンピッグスで迎え、4月24日にメジャー契約を結んで40人枠入りした。オフにFAとなった。

### マーリンズ時代
2020年2月6日にマイアミ・マーリンズとマイナー契約を結んでスプリングトレーニングに招待選手として参加することになったと報じられ、15日に正式公示された。7月24日にメジャー契約を結んで40人枠入りした。9月20日にDFAとなり、22日にマイナー契約となった。10月6日にメジャー契約を結び、ポストシーズンのロースターに名を連ねた。オフの10月28日にFAとなった。

## 選手としての特徴
ユーティリティープレーヤーとしてバッテリーを除く7ポジションで先発出場経験がある。2019年には投手として初出場し、2試合の登板で無失点だった。通算本塁打は80本余りであるが、そのうちサヨナラ本塁打は4本も記録している。

## 詳細情報

### 年度別打撃成績
| 年 度     | 球 団     | 試 合 | 打 席 | 打 数 | 得 点 | 安 打 | 二 塁 打 | 三 塁 打 | 本 塁 打 | 塁 打 | 打 点 | 盗 塁 | 盗 塁 死 | 犠 打 | 犠 飛 | 四 球 | 敬 遠 | 死 球 | 三 振 | 併 殺 打 | 打 率 | 出 塁 率 | 長 打 率 | O P S |
| --------- | --------- | ----- | ----- | ----- | ----- | ----- | -------- | -------- | -------- | ----- | ----- | ----- | -------- | ----- | ----- | ----- | ----- | ----- | ----- | -------- | ----- | -------- | -------- | ----- |
| 2008      | LAA       | 59    | 187   | 167   | 18    | 34    | 8        | 1        | 3        | 53    | 10    | 3     | 1        | 2     | 1     | 14    | 0     | 3     | 55    | 3        | .204  | .276     | .317     | .593  |
| 2009      | LAA       | 12    | 29    | 25    | 4     | 5     | 0        | 0        | 2        | 11    | 4     | 0     | 0        | 0     | 1     | 3     | 0     | 0     | 7     | 2        | .200  | .276     | .440     | .716  |
| 2010      | TB        | 118   | 378   | 343   | 53    | 86    | 19       | 2        | 9        | 136   | 40    | 13    | 3        | 5     | 1     | 21    | 1     | 8     | 97    | 10       | .251  | .308     | .397     | .705  |
| 2011      | TB        | 131   | 436   | 373   | 45    | 83    | 20       | 3        | 8        | 133   | 36    | 11    | 7        | 5     | 2     | 38    | 2     | 18    | 87    | 8        | .223  | .323     | .357     | .679  |
| 2012      | TB        | 112   | 342   | 301   | 36    | 64    | 14       | 1        | 6        | 98    | 32    | 5     | 0        | 8     | 3     | 27    | 1     | 3     | 75    | 7        | .213  | .281     | .326     | .607  |
| 2013      | TB        | 96    | 222   | 195   | 21    | 48    | 10       | 1        | 5        | 75    | 23    | 1     | 3        | 3     | 2     | 17    | 0     | 5     | 59    | 3        | .246  | .320     | .385     | .704  |
| 2014      | TB        | 96    | 259   | 237   | 30    | 50    | 13       | 3        | 12       | 105   | 41    | 2     | 1        | 3     | 3     | 10    | 0     | 6     | 66    | 3        | .211  | .258     | .443     | .701  |
| 2015      | PIT       | 139   | 240   | 224   | 25    | 55    | 12       | 1        | 4        | 81    | 17    | 2     | 2        | 5     | 0     | 5     | 0     | 6     | 63    | 9        | .246  | .281     | .362     | .642  |
| 2016      | PIT       | 140   | 342   | 300   | 49    | 81    | 16       | 1        | 18       | 153   | 56    | 2     | 1        | 1     | 3     | 33    | 2     | 5     | 102   | 6        | .270  | .349     | .510     | .859  |
| 2017      | ATL       | 15    | 47    | 37    | 6     | 6     | 1        | 0        | 2        | 13    | 3     | 1     | 0        | 1     | 0     | 8     | 1     | 1     | 19    | 1        | .162  | .326     | .351     | .677  |
| 2017      | PIT       | 39    | 106   | 95    | 12    | 16    | 1        | 0        | 3        | 26    | 5     | 0     | 0        | 0     | 0     | 8     | 0     | 3     | 38    | 2        | .168  | .255     | .274     | .528  |
| '17計     | PIT       | 54    | 153   | 132   | 18    | 22    | 2        | 0        | 5        | 39    | 8     | 1     | 0        | 1     | 0     | 16    | 1     | 4     | 57    | 3        | .167  | .276     | .295     | .572  |
| 2018      | PIT       | 66    | 173   | 150   | 21    | 25    | 5        | 1        | 5        | 47    | 19    | 1     | 0        | 0     | 0     | 22    | 1     | 1     | 60    | 1        | .167  | .277     | .313     | .591  |
| 2019      | PHI       | 76    | 139   | 112   | 24    | 25    | 5        | 0        | 4        | 42    | 12    | 1     | 1        | 4     | 1     | 19    | 0     | 3     | 41    | 2        | .223  | .348     | .375     | .723  |
| 2020      | MIA       | 4     | 13    | 13    | 0     | 2     | 0        | 0        | 0        | 2     | 0     | 0     | 0        | 0     | 0     | 0     | 0     | 0     | 6     | 0        | .154  | .154     | .154     | .308  |
| MLB：13年 | MLB：13年 | 1103  | 2913  | 2572  | 344   | 580   | 124      | 14       | 81       | 975   | 298   | 42    | 19       | 37    | 17    | 225   | 8     | 62    | 775   | 57       | .226  | .301     | .379     | .681  |

- 2020年度シーズン終了時

### 背番号
- 18（2008年 - 2009年）
- 1（2010年 - 2014年）
- 3（2015年 - 2016年、2017年8月6日 - 2018年）
- 15（2017年 - 同年8月4日）
- 13（2019年 - 2020年）